# Томашполь
Тома́шполь (укр. Томашпіль) — посёлок городского типа, входит в Тульчинский район Винницкой области Украины.

## История
В 1901 году это было местечко Ямпольского уезда Подольской губернии Российской империи, в котором насчитывалось 1947 жителей.
В ходе Великой Отечественной войны с 20 июля 1941 до 16 марта 1944 года селение было оккупировано немецко-румынскими войсками (и включено в состав «Транснистрии»).
В 1956 году здесь действовали сахарный завод, средняя школа, школа рабочей молодёжи, Дом культуры, кинотеатр и две библиотеки.
В 1962 году посёлку Томашполь присвоен статус " Посёлок городского типа"
В 1976 году основой экономики был сахарный завод и другие предприятия пищевой промышленности.
В январе 1989 года численность населения составляла 6494 человека.
В мае 1995 года Кабинет министров Украины утвердил решение о приватизации находившихся здесь АТП-10548 и райсельхозхимии, в июле 1995 года было утверждено решение о приватизации райсельхозтехники, сахарного завода и свеклосовхоза.
На 1 января 2013 года численность населения составила 5513 человек.

## Религия
В посёлке действует Свято-Успенский храм Томашпольского благочиния Могилёв-Подольской епархии Украинской православной церкви. 
Также в посёлке действует римско-католический приход Божьей Матери с горы Кармель.

## Известные люди
В поселке родились:
- Колотинский, Яков Иосифович — Заслуженный врач РСФСР.
- Зальцман, Исаак Моисеевич — советский государственный деятель, Герой Социалистического Труда.